# Alexandre Durant
Pour les articles homonymes, voir Durant.
Alexandre Durant est un peintre français, actif à Paris durant les deux premières décennies du XVIIe siècle.

## Biographie

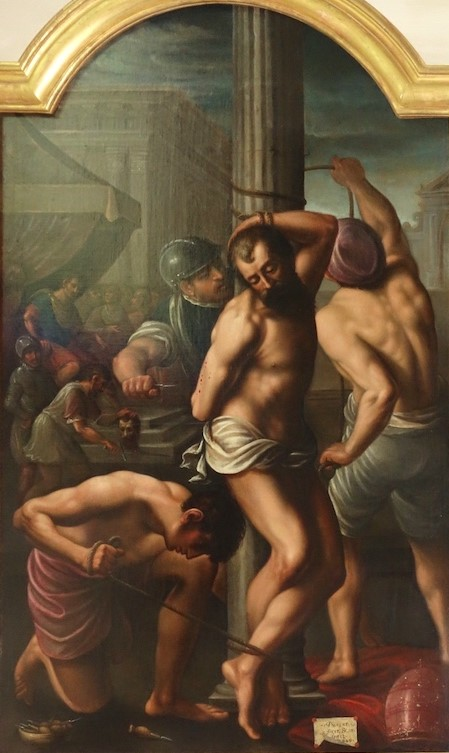
Le martyre de saint Alexandre, 1620, Paris, église Notre-Dame-de-la-Croix de Ménilmontant

L'essentiel de sa carrière reste inconnu. Le 27 janvier 1614, il est nommé comme parrain lors du baptême de Marie Fontaine, où il cité comme maître peintre.
Sa seule œuvre connue est Le martyre d'un pape (autrefois identifié comme le martyre de saint Quentin, puis comme celui de saint Alexandre par Maximilien Durand), signé et daté de 1620 (A. Durant fecit, 1620), conservé à l'église Notre-Dame-de-la-Croix de Ménilmontant, à Paris. De provenance inconnue, ce tableau montre des affinités avec le maniérisme tardif en vogue dans les ateliers parisiens du début du siècle. Distribués dans un cadre serré, les différents personnages, dénudés, reprennent par leurs poses les grands modèles de la sculpture de l'Antiquité et de la Renaissance : le Gladiateur Borghèse, le Rémouleur, mais aussi l'Esclave mourant de Michel-Ange qui peut aussi être vu comme une transposition à la verticale de la célèbre Ariane endormie. À l'arrière plan est représenté le jugement du martyr.